# Syndroom van Eisenmenger
Het syndroom van Eisenmenger kenmerkt zich door secundaire, irreversibele longvaatafwijkingen als gevolg van een aangeboren hartgebrek, vaak een ventrikelseptumdefect, pulmonale hypertensie en een verloop van links-rechtsshunt, naar een bidirectionele shunt en ten slotte naar een rechts-linksshunt. 

## Oorzaak en wijze van ontstaan
De oorzaak is een aangeboren hartgebrek dat een grote links-rechtsshunt veroorzaakt. Vaak betreft het een groot gat in het harttussenschot, zoals bij sommige mensen met het syndroom van Down; bij hen is de opening vaak gelegen op de grens van boezems en ventrikels; een atrioventriculair septumdefect. Maar ook een ander ventrikelseptumdefect of een open gebleven ductus Botalli kan de oorzaak zijn. Doordat bloed vanuit de hoge druk van de linkerkamer in de rechterbloedsomloop, die normaliter veel lagere drukken kent, stroomt, ontstaat daar een hoge druk: pulmonale hypertensie. Door een langdurig te hoge druk in de vaten in de longen treden verdikking van de vaatwanden, vernauwing van het lumen en destructie van de arteriolen op, waardoor de pulmonale hypertensie niet meer te corrigeren is en de druk in de rechterkamer zelfs hoger wordt dan in de linker. Hierdoor keert de shunt om; er stroomt nu zuurstofarm bloed, dat de longen door zou moeten, naar de systemische circulatie.

## Gevolgen en verschijnselen
De rechts-linksshunt, leidt ertoe dat het bloed in de weefsels niet verzadigd is van zuurstof. Dit leidt tot een blauwe gelaatskleur en vermoeidheid en kortademigheid door zuurstofgebrek. Het beenmerg zal om dit chronische zuurstofgebrek te compenseren, meer rode bloedcellen gaan maken. Dit leidt tot secundaire polycytemie en tot verhoging van de viscositeit van het bloed. Wanneer dit laatste zeer uitgesproken is, zal de doorbloeding van de weefsels juist bemoeilijkt worden. Bovendien is er een grotere kans op trombusvorming met het gevaar van herseninfarcten.
De verhoogde vorming van rode bloedcellen gaat gepaard met een verhoging van urinezuur dat tot jicht kan leiden.
Minder erg is dat het zuurstofgebrek kan leiden tot trommelstokvingers met horlogeglasnagels.

## Preventie en behandeling
Hartafwijkingen die gepaard gaan met een grote shunt,  moeten zo snel mogelijk (liefst binnen het eerste levensjaar) chirurgisch gecorrigeerd worden, om pulmonale hypertensie te voorkómen, anders is de prognose zeer slecht. Ook voor kinderen met het syndroom van Down moet hierop geen  uitzondering gemaakt worden.
Medicamenteus is er tegenwoordig de mogelijkheid de pulmonale hypertensie te verminderen met middelen als  bosentan  “Tracleer” en /of  sildenafil (“Viagra”).
Behandeling van de eventuele jicht zal het leven van de patiënten aanzienlijk veraangenamen.
Bij ijzergebrek zal men voorzichtig suppleren, om snelle verhoging van de hematocriet met alle gevaren van dien te voorkómen.
Aderlating zal men alleen toepassen als de klachten verergeren en als deze nadrukkelijk verbeteren door deze ingreep.